# セリタ
セリタ（Sellita Watch Co. SA）は、1950年に設立されたスイスのラ・ショー＝ド＝フォンに拠点を置く機械式時計ムーブメントメーカーである。時計業界にムーブメントを供給するメーカーの一つでもある。
以前はETA（スウォッチグループ）の下請けとして同社製ムーブメントの組立て作業を請け負っていた。2002年、ETAが2006年限りでスウォッチグループ外へのエボーシュ（半完成ムーブメント）供給停止を発表すると、セリタは特許切れのETA製品の設計をコピーしたムーブメントを開発し、スイスをはじめとして世界中の時計メーカーへと供給するようになった。
当初は品質に難がありトラブルが続出したが、供給先ブランドからの技術協力などもあり現在は従来のETAと概ね同等品質のジェネリックムーブメントとして評価されている。
設計にあたってはETAと完全に同一ではなく、あえて互換性を削ぐよう形状変更されたパーツが複数あり（Chronos日本版67号）、部品単位でのリプレースは難しいとされる。

## 製品
ウブロ、IWC、オリス、レイモンド・ウェイル、ジン、タグ・ホイヤーなどが、セリタのムーブメントまたはわずかに変更されたバージョンを利用している。
- SW 200/215/400（ETA 2824-2およびETA 2836-2に基づく）
- SW 300/1000（ETA 2892-2に基づく）
- SW 500/510/600（Valjoux 7750またはETA 7750に基づく）